# Jean Martinelli
Jean Martinelli (15 de agosto de 1910 – 13 de marzo de 1983) fue un actor teatral, cinematográfico, televisivo y de voz de nacionalidad francesa. Fue conocido por dar voz de manera regular a los actores Burt Lancaster y Gary Cooper.

## Biografía

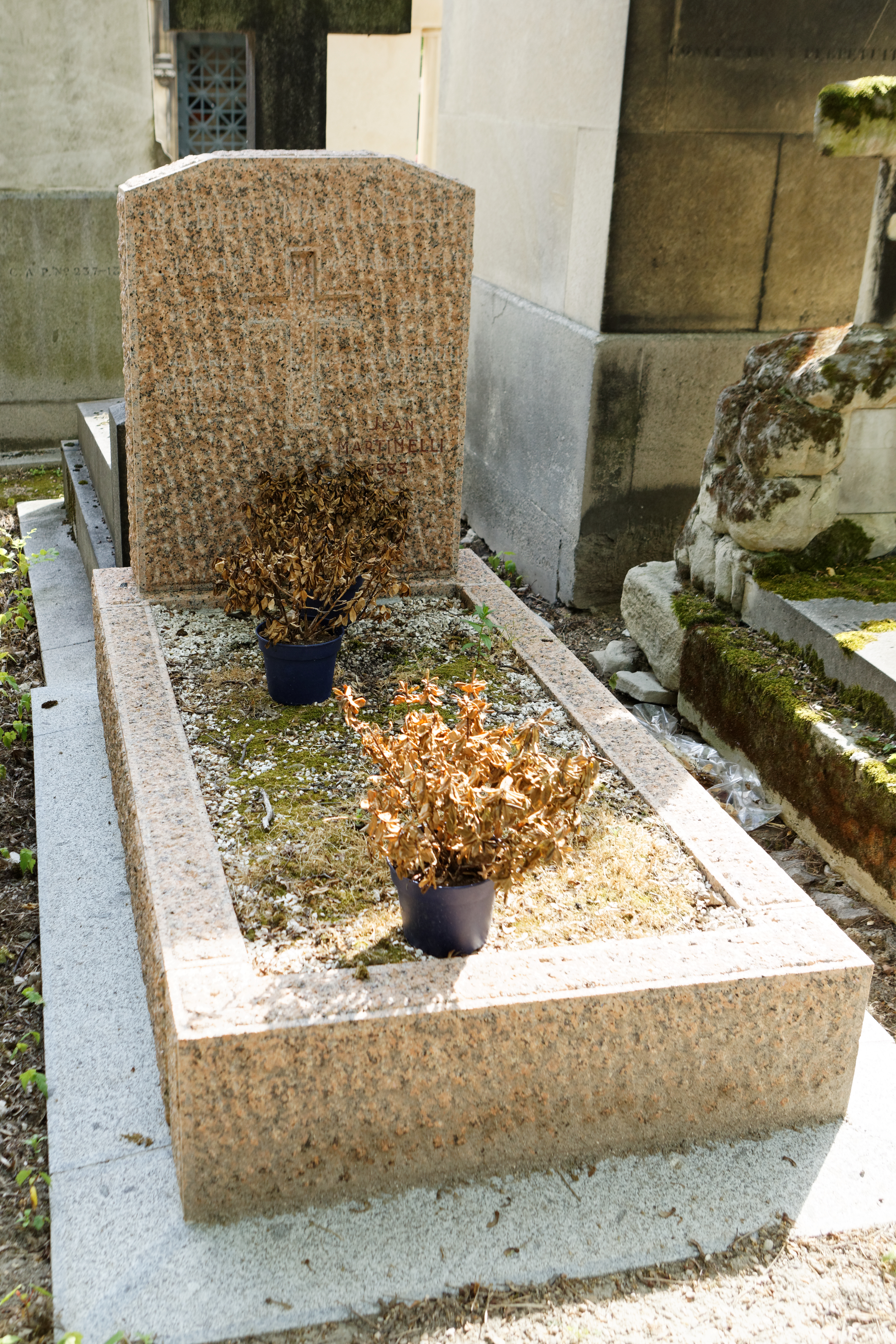
Tumba de Martinelli en el Cementerio del Père-Lachaise

Nacido en París, Francia, su verdadero nombre era Jean Siegfried Martinet. Hijo de la célebre cantante de ópera Germaine Martinelli, conoció el éxito principalmente en el teatro, siendo pensionnaire, y más tarde miembro, de la Comédie-Française entre 1930 y 1950.
También fue actor televisivo y cinematográfico, destacando en la gran pantalla su actuación en To Catch a Thief, de Alfred Hitchcock. 
Fue un actor de voz muy solicitado, prestando su voz dulce y grave a una gran número de actores, entre ellos John Wayne, Gary Cooper, Burt Lancaster o Raymond Burr. En esta faceta, también dobló a personajes de animación, como a Shere Khan El libro de la selva. Entre los más pequeños se hizo conocido su doblaje de Nounours en Bonne nuit les petits (reemplazando a Georges Aubert). 
Jean Martinelli estuvo casado con la actriz Monique Mélinand desde 1952 a 1964. La pareja tuvo una hija, Agathe Mélinand. Posteriormente se casó con la actriz Nadine Basile, 22 años menor que él.
Jean Martinelli falleció en París, Francia, en 1983, a causa de un cáncer. Tenía 73 años de edad. Fue enterrado en el Cementerio del Père-Lachaise, en París.

## Teatro
- 1929 : Le Marchand de Paris, de Edmond Fleg, Comédie-Française
- 1931 : La Belle Aventure, de Gaston Arman de Caillavet, Robert de Flers y Étienne Rey, Comédie-Française
- 1933 : Coriolano, de William Shakespeare, escenografía de Émile Fabre, Comédie-Française
- 1934 : La Couronne de carton, de Jean Sarment, Comédie-Française
- 1934 : Martine, de Jean-Jacques Bernard, escenografía de Émile Fabre, Comédie-Française
- 1936 : Le Voyage à Biarritz, de Jean Sarment, escenografía del autor, Comédie-Française
- 1936 : La Rabouilleuse, de Émile Fabre a partir de  Honoré de Balzac, escenografía de Émile Fabre, Comédie-Française
- 1937 : Chacun sa vérité, de Luigi Pirandello, escenografía de Charles Dullin, Comédie-Française
- 1937 : La ilusión cómica, de Pierre Corneille, escenografía de Louis Jouvet, Comédie-Française
- 1937 : Los negocios son los negocios, de Octave Mirbeau, escenografía de Fernand Ledoux, Comédie-Française
- 1937 : Asmodée, de François Mauriac, escenografía de Jacques Copeau, Comédie-Française
- 1938 : Madame Sans-Gêne, de Victorien Sardou y Émile Moreau, Comédie-Française
- 1938 : Le Menteur, de Pierre Corneille, escenografía de Marcel Dessonnes, Comédie-Française
- 1938 : La Comtesse d'Escarbagnas, de Molière, Comédie-Française
- 1938 : Un sombrero de paja de Italia, de Eugène Labiche y Marc-Michel, escenografía de Gaston Baty, Comédie-Française
- 1938 : Tricolore, de Pierre Lestringuez, escenografía de Louis Jouvet, Comédie-Française
- 1938 : La Dispute, de Pierre de Marivaux, escenografía de Jean Martinelli, Comédie-Française
- 1938 : Cyrano de Bergerac, de Edmond Rostand, escenografía de Pierre Dux, Comédie-Française
- 1939 : Le Jeu de l'amour et du hasard, de Pierre de Marivaux, escenografía de Maurice Escande, Comédie-Française
- 1941 : Lucrèce Borgia, de Victor Hugo, escenografía de Émile Fabre, Comédie-Française
- 1942 : Hamlet, de William Shakespeare, escenografía de Charles Granval, Comédie-Française
- 1942 : Le Cheval arabe, de Julien Luchaire, escenografía de Jean Debucourt, Comédie-Française
- 1943 : Le Soulier de satin, de Paul Claudel, escenografía de Jean-Louis Barrault, Comédie-Française
- 1943 : Les Fausses Confidences, de Pierre de Marivaux, escenografía de Maurice Escande, Comédie-Française
- 1944 : El burgués gentilhombre, de Molière, escenografía de Pierre Bertin, Comédie-Française
- 1944 : La Seconde Surprise de l'amour, de Pierre de Marivaux, escenografía de Pierre Bertin, Comédie-Française
- 1945 : Antonio y Cleopatra, de William Shakespeare, escenografía de Jean-Louis Barrault, Comédie-Française
- 1946 : Las bodas de Fígaro, de Pierre-Augustin de Beaumarchais, escenografía de Jean Meyer, Comédie-Française
- 1946 : Un caprice, de Alfred de Musset, escenografía de Maurice Escande, Comédie-Française
- 1947 : Asmodée, de François Mauriac, escenografía de Jacques Copeau, Comédie-Française
- 1947 : Quitte pour la peur, de Alfred de Vigny, Comédie-Française
- 1947 : Ruy Blas, de Victor Hugo, escenografía de Pierre Dux, Comédie-Française
- 1950 : La Belle Aventure, de Gaston Arman de Caillavet, Robert de Flers y Étienne Rey, escenografía de Jean Debucourt, Comédie-Française
- 1951 : Le Roi de la fête, de Claude-André Puget, escenografía de Claude Sainval, Teatro de los Campos Elíseos
- 1952 : La Tête des autres, de Marcel Aymé, escenografía de André Barsacq, Théâtre de l'Atelier
- 1953 : Crime parfait, de Frederick Knott, escenografía de Georges Vitaly, Théâtre des Ambassadeurs
- 1954 : Crime parfait, de Frederick Knott, escenografía de Georges Vitaly, Teatro del Ambigu-Comique y Théâtre des Célestins
- 1955 : Quatuor, de Noël Coward, escenografía de Pierre Dux, Théâtre des Capucines
- 1955 : Pour Lucrèce, de Jean Giraudoux, escenografía de Jean-Louis Barrault, Théâtre des Célestins
- 1956 : Appelez-moi Maître ou Tamara, de Gabriel Arout y Renée Arout, escenografía de Jacques Charon, Théâtre des Ambassadeurs
- 1956 : Comme avant, mieux qu'avant, de Luigi Pirandello, escenografía de Jean Négroni, Théâtre de Paris
- 1956 : Pauvre Bitos ou le Dîner de têtes, de Jean Anouilh, escenografía del autor y Roland Piétri, Théâtre Montparnasse
- 1958 : Ardèle ou la Marguerite, de Jean Anouilh, escenografía de Roland Piétri, Teatro de los Campos Elíseos
- 1959 : La Copie de Madame Aupic, a partir de Gian-Carlo Menotti, escenografía de Daniel Ceccaldi, Théâtre Fontaine
- 1960 : Las tres hermanas, de Antón Chéjov, escenografía de Sacha Pitoëff, Teatro de la Alliance française
- 1961 : La Rouille, de Carlos Semprún, escenografía de Jean-Marie Serreau, Teatro de la Alliance française
- 1962 : Rien pour rien, de Charles Maitre, escenografía de Raymond Gérôme, Théâtre de l'Athénée
- 1962 : Les Témoins, de Georges Soria, escenografía de Roger Mollien, Théâtre du Vieux-Colombier
- 1963 : La tempestad, de William Shakespeare, escenografía de Jacques Mauclair, Teatro de la Alliance française
- 1963 : Les Enfants du soleil, de Máximo Gorki, escenografía de Georges Wilson, Teatro Nacional Popular y Théâtre de Chaillot
- 1964 : Zoo ou l'Assassin philanthrope, de Vercors, escenografía de Jean Deschamps, Teatro Nacional Popular y Théâtre de Chaillot
- 1964 : Luther, de John Osborne, escenografía de Georges Wilson, Festival de Aviñón
- 1964 : Una cigüeña bromista, de André Roussin, escenografía de Jacques Mauclair, Théâtre des Nouveautés
- 1964 : Marie Stuart, de Friedrich von Schiller, escenografía de Georges Vitaly, Festival des nuits de Bourgogne
- 1965 : Luther, de John Osborne, escenografía de Georges Wilson, Teatro Nacional Popular y Théâtre de Chaillot
- 1965 : Hamlet, de William Shakespeare, escenografía de Georges Wilson, Teatro Nacional Popular, Théâtre de Chaillot yFestival de Aviñón
- 1965 : La ilusión cómica, de Pierre Corneille, escenografía de Georges Wilson, Festival de Aviñón
- 1965 : Las troyanas, de Eurípides, adaptación de Jean-Paul Sartre, escenografía de Michael Cacoyannis, Teatro Nacional Popular, Théâtre de Chaillot y Festival de Aviñón
- 1965 : Saint-Euloge de Cordoue, de Maurice Clavel, escenografía de Bernard Jenny, Théâtre du Vieux-Colombier
- 1966 : Las troyanas, de Eurípides, adaptación de Jean-Paul Sartre, escenografía de Michael Cacoyannis, Festival de Aviñón
- 1967 : Partage de midi, de Paul Claudel, escenografía de Jean-Louis Barrault, Théâtre des Célestins
- 1967 : Don Juan, de Molière, escenografía de Georges Descrières, Festival de Bellac
- 1967 : Pauvre Bitos ou le Dîner de têtes, de Jean Anouilh, escenografía del autor y Roland Piétri, Théâtre de Paris
- 1967 : La alondra, de Jean Anouilh, escenografía de Jean Anouilh y Roland Piétri, Théâtre de Paris
- 1973 : Seul le poisson rouge est au courant, de Jean Barbier y Dominique Nohain, escenografía de Dominique Nohain, Théâtre Charles de Rochefort
- 1975 : Napoléon III à la barre de l'histoire, de André Castelot, escenografía de Jean-Laurent Cochet, Théâtre du Palais Royal
- 1976 : Gilles de Rais, de Roger Planchon, escenografía del autor, Teatro Nacional Popular
- 1977 : Gilles de Rais, de Roger Planchon, escenografía del autor, Théâtre national de Chaillot

## Filmografía

### Cine
- 1933 : L'Abbé Constantin, de Jean-Paul Paulin
- 1933 : Tout pour l'amour, de Joe May y Henri-Georges Clouzot
- 1933 : Les Deux Orphelines, de Maurice Tourneur
- 1936 : Blanchette, de Pierre Caron
- 1936 : La Dernière Valse, de Léo Mittler
- 1936 : La Loupiote, de Jean Kemm y Jean-Louis Bouquet
- 1938 : La Goualeuse, de Fernand Rivers
- 1948 : La Danseuse rouge, de Jean-Paul Paulin
- 1949 : Dernière heure, édition spéciale, de Maurice de Canonge
- 1950 : Menace de mort, de Raymond Leboursier
- 1950 : Le Furet, de Raymond Leboursier
- 1951 : La vie est un jeu, de Raymond Leboursier
- 1953 : Les Trois Mousquetaires, de André Hunebelle
- 1953 : Belle Mentalité, de André Berthomieu
- 1954 : Le Rouge et le Noir, de Claude Autant-Lara
- 1955 : La Madelon, de Jean Boyer
- 1955 : To Catch a Thief, de Alfred Hitchcock
- 1956 : Si Paris nous était conté, de Sacha Guitry
- 1956 : Club de femmes, de Ralph Habib
- 1958 : Police judiciaire, de Maurice de Canonge
- 1961 : Le Comte de Monte-Cristo, de Claude Autant-Lara
- 1961 : Le Président, de Henri Verneuil
- 1962 : Le bonheur est pour demain, de Henri Fabiani
- 1962 : Le Gentleman d'Epsom, de Gilles Grangier
- 1965 : Umorismo nero, sketch La Bestiole, de Claude Autant-Lara
- 1965 : Au large du désert, de Henri Fabiani
- 1966 : Soleil noir, de Denys de La Patellière
- 1972 : Jeux pour couples infidèles, de Jean Desvilles
- 1972 : Tout le monde il est beau, tout le monde il est gentil, de Jean Yanne
- 1973 : Les Anges, de Jean Desvilles
- 1975 : La Bête, de Walerian Borowczyk
- 1977 : Gloria, de Claude Autant-Lara
- 1979 : Les Héroïnes du mal, de Walerian Borowczyk

### Televisión
- 1958 : En votre âme et conscience
- 1965 : Marie Curie - Une certaine jeune fille
- 1967 : Le Chevalier Tempête
- 1970 : Au théâtre ce soir: Et l'enfer Isabelle ?, de Jacques Deval, escenografía de Jacques Mauclair, dirección de Pierre Sabbagh, Théâtre Marigny
- 1973 : Lucien Leuwen, de Claude Autant-Lara
- 1973 : L'Hiver d'un gentilhomme
- 1974 : Au théâtre ce soir: Nick Carter détective, de Jean Marcillac, escenografía de René Clermont, dirección de Georges Folgoas, Théâtre Marigny
- 1974 : Au théâtre ce soir: Le Procès de Mary Dugan, de Bayard Veiller, escenografía de André Villiers, dirección de Georges Folgoas, Théâtre Marigny
- 1975 : Les Mohicans de Paris, de Bernard Borderie
- 1975 : Trente ans ou La vie d'un joueur
- 1975 : Les Rosenberg ne doivent pas mourir
- 1975 : Messieurs les jurés: "L'Affaire Taillette", de Michel Genoux
- 1976 : Ces beaux messieurs de Bois-Doré
- 1976 : La Vérité tient à un fil
- 1976 : Milady
- 1977 : Au théâtre ce soir: Caterina, de Félicien Marceau, escenografía de René Clermont, dirección de Pierre Sabbagh, Théâtre Marigny
- 1977 : D'Artagnan amoureux, de Yannick Andréi
- 1977 : Vaincre à Olympie, de Michel Subiela
- 1977 : D'Artagnan amoureux
- 1977 : Un crime de notre temps
- 1977 : La Famille Cigale
- 1978 : La Ronde de nuit
- 1978 : Le Retour de Jean
- 1978 : Les Hommes de Rose, de Maurice Cloche
- 1978 : Les Amours sous la Révolution: La passion de Camille et Lucile Desmoulins
- 1979 : Joséphine ou la comédie des ambitions
- 1979 : L'Éclaircie
- 1980 : Mathieu, Gaston, Peluche
- 1980 : Le secret des Valaincourt
- 1980 : Le Curé de Tours
- 1981 : La Guerre des chaussettes, de Maurice Cloche
- 1981 : Antoine et Julie
- 1981 : Staline est mort, de Yves Ciampi
- 1981 : Nana
- 1981 : Blanc, bleu, rouge
- 1981 : Histoire du film annonce, de Moïse Maatouk
- 1982 : L'Amour s'invente
- 1983 : Le Crime de Pierre Lacaze

## Actor de voz

### Cine
En la gran pantalla, Martinelli dobló a los siguientes actores: Burt Lancaster, Gary Cooper, William Holden, Robert Ryan, Gary Merrill, John Wayne, Oscar Levant, George Raft, Brian Keith, Joel McCrea, Lyle Bettger, Guy Rolfe, Humphrey Bogart, Lee J. Cobb, Scott Brady, Peter Cushing, John Randolph, Pedro de Córdoba, Maurice Moscovitch, Basil Rathbone, Walter Pidgeon, Laird Cregar, Glenn Langan, John Sutton, Stewart Granger, Mark Hellinger, Joseph Cotten, Raymond Burr, Richard Gaines, Barney Phillips, Marlon Brando, Paul Stewart, Cedric Hardwicke, Gene Barry, John Gielgud, Victor Mature, Carleton Young, Edward G. Robinson, Fredric March, Lee Marvin, Zachary Scott, Dana Andrews, Henry Daniell, Curd Jürgens, Errol Flynn, John Carradine, Sean Connery, Wendell Corey, Edmund Purdom, Richard Boone, Norman Wooland, Ennio Balbo, Henry Fonda, 
José Marco Davó, Aldo Giuffré, Furio Meniconi, Gastone Moschin, Dakar, José Calvo, 
Mirko Ellis, Geoffrey Keen, Fernando Sancho, Carlo D'Angelo, Ralph Bellamy, Anthony Dawson, Denver Pyle, Peter Bull, Austin Willis, Maurice Evans, Vittorio De Sica, John Russell, 
Orson Welles, Harold Gary, David McLean, Julius Harris, William Carsterns, John Huston, John McQuade, Slim Pickens, Byron Morrow, John McIntire, Ben Johnson, Adolfo Celi y John Houseman.

### Televisión
Martinelli también fue actor de voz en diferentes producciones televisivas. Para la pequeña pantalla dobló a los siguientes intérpretes: Raymond Burr, Otto Preminger, George Sanders, Booth Colman, John Huston, John Paul, Ralph Richardson y Lorne Greene.

### Cine de animación
- 1967 : El libro de la selva
- 1973 : Robin Hood
- 1976 : Las doce pruebas de Astérix
- 1981 : Heavy Metal
- 1982 : The Secret of NIMH